# غيوفريسيا (أين)
جيوفريسيا (بالفرنسية: Géovreissiat)‏ هي بلدية فرنسية تقع في إقليم الأين في فرنسا. رمز إنسي لها هو:1170. أما الرمز البريدي لها فهو: 1460.